# Meteoryt marsjański

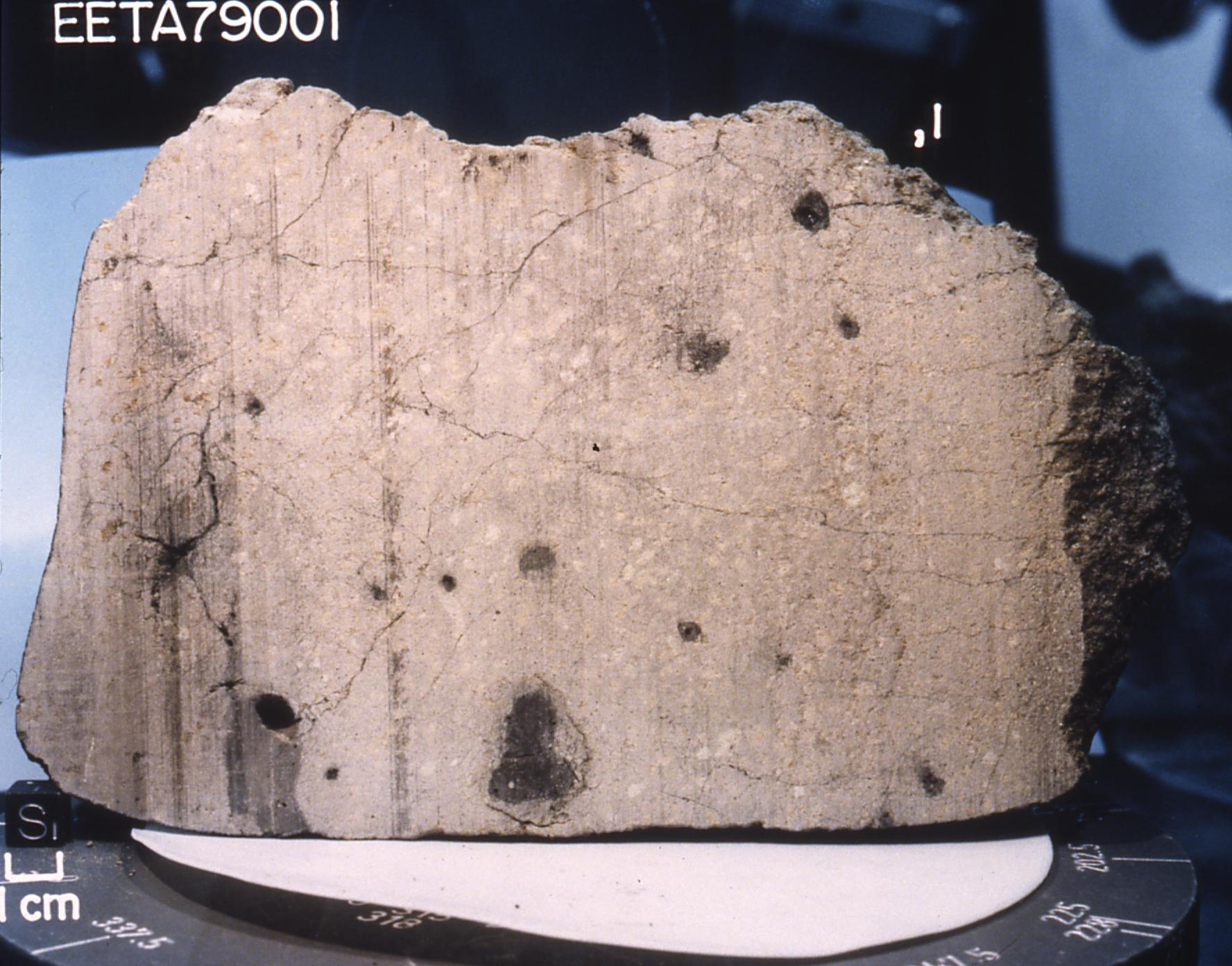
Shergottyt EETA 79001

Meteoryty marsjańskie – grupa (klan) meteorytów kamiennych należących do achondrytów, które pochodzą z Marsa. Są to skały, które zostały wyrzucone w przestrzeń kosmiczną przez uderzenia planetoid lub komet, a następnie po podróży przez Układ Słoneczny trafiły na Ziemię. Według stanu na 25 marca 2021 roku znane są 294 meteoryty marsjańskie.
Marsjańskie pochodzenie jest im przypisywane na podstawie składu chemicznego i izotopowego, a także inkluzji gazów o składzie odpowiadającym atmosferze Marsa. Badania lądowników Viking i Curiosity Rover pozwoliły określić proporcje izotopów argonu w atmosferze planety; okazały się one zgodne z występującymi w inkluzjach w meteorytach. Meteoryty marsjańskie to jak dotychczas jedyne próbki skał z tej planety na Ziemi i jako takie są bardzo wartościowe dla planetologii.

## Meteoryty SNC
Większość meteorytów marsjańskich należy do klanu SNC, łączącego trzy grupy: shergottyty, nakhlity i chassignity (stąd pochodzi skrót). Meteoryty SNC są okruchami skał magmowych. Wspólną cechą tych meteorytów jest ich młody wiek krystalizacji.
Shergottyty zawierają pirokseny i plagioklazy, są podobne do ziemskich bazaltów, lecz jaśniejsze. Przypominają eukryty, pochodzące z Westy, ale w odróżnieniu od nich zawierają minerały uwodnione. Są najpospolitszymi spośród marsjańskich meteorytów, znane są 243 meteoryty z tej grupy, co stanowi ok. 83% wszystkich meteorytów z Marsa. Shergottyty reprezentują skały wylewne, a zatem musiały powstać w okresie, gdy na Marsie aktywny był wulkanizm. Niektóre z nich skrystalizowały zaledwie ~175 milionów lat temu. Czas ekspozycji na działanie promieni kosmicznych podczas podróży przez przestrzeń międzyplanetarną oraz czas wietrzenia na powierzchni Ziemi łącznie wskazują, że skały te zostały wyrzucone z powierzchni Marsa od 20 milionów do 700 tysięcy lat temu, wskutek kilku różnych uderzeń ciał niebieskich. Przedstawiona została też koncepcja, że wszystkie shergottyty powstały wskutek jednego uderzenia, odpowiedzialnego za utworzenie krateru Mojave o średnicy 55 kilometrów. Powstał on 3 miliony lat temu na obszarze liczącym 4,3 miliarda lat, co kłóci się z wcześniejszymi obliczeniami wieku krystalizacji shergottytów, ale zgadza się z wiekiem izotopowym, wyznaczonym metodą ołowiową.
Nakhlity składają się w 75% z diopsydu z grupy piroksenów, 15% ich składu stanowią oliwiny; są podobne do ziemskich diabazów. W zbiorach znajduje się 25 takich meteorytów. Chassignity tworzy niemal wyłącznie oliwin, przypominają ziemski dunit; są znane zaledwie trzy takie skały. Nakhlity i chassignity wykrystalizowały ok. 1,3 miliarda lat temu (są młodsze niż większość innych meteorytów) i najprawdopodobniej zostały wyrzucone podczas jednego impaktu.

## Pozostałe

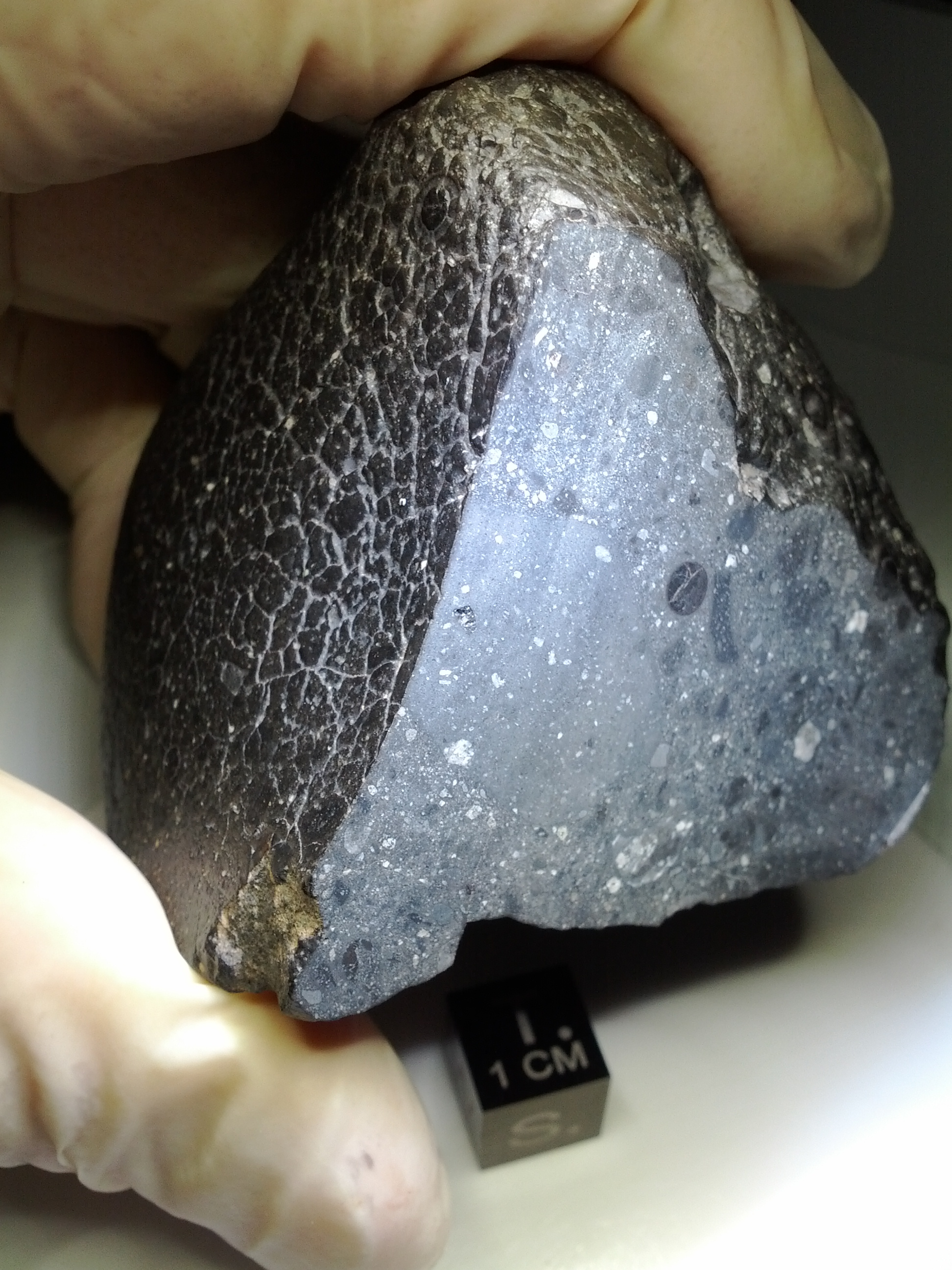
Meteoryt NWA 7034, „czarna piękność”

Niektóre meteoryty, którym przypisano pochodzenie marsjańskie, nie należą do trzech opisanych wyżej grup. Takimi meteorytami są m.in. Allan Hills 84001 (ALH 84001) i Northwest Africa 7034 (NWA 7034, Black Beauty). Skały te są znacznie starsze niż meteoryty SNC.
ALH 84001 składa się głównie z ortopiroksenu, został sklasyfikowany jako marsjański ortopiroksenit. Skała ta uległa krystalizacji 4,1 miliarda lat temu i została wyrzucona z powierzchni planety około 15 milionów lat temu. Meteoryt ten zawiera nietypowe formacje mineralne, którym przypisywano nawet pochodzenie biogeniczne. Analizy izotopowe węglanów zawartych w meteorycie wskazują, że w czasie gdy powstawała ta skała, w miejscu jej powstawania występowała ciekła woda i panowała temperatura około +18 °C – warunki bardzo odmienne od występujących współcześnie na powierzchni Marsa.
NWA 7034 był pierwszym meteorytem z Marsa sklasyfikowanym jako brekcja polimiktyczna (obecnie znamy 18 takich meteorytów). Skała skrystalizowała około 2,1 miliarda lat temu w skorupie planety, a proporcje izotopów tlenu wskazują na możliwy kontakt z powierzchnią i atmosferą. Jego skład odpowiada skałom zbadanym przez łaziki marsjańskie i sondy orbitujące wokół planety, a jego szczególną cechą jest duża zawartość wody, dziesięciokrotnie przekraczająca tę występującą we wcześniej zbadanych meteorytach marsjańskich.